# Квантова телепортація
Квантова телепортація — передача квантового стану на відстань за допомогою роз'єднаних у просторі зчеплених пар та класичного каналу зв'язку. При квантовій телепортації вихідний квантовий стан руйнується у місці проведення вимірювання та реалізується у місці прийому, що відповідає теоремі про заборону клонування. Квантова телепортація, відповідно до спеціальної теорії відносності не передає енергію або інформацію з надсвітловою швидкістю, оскільки обов'язковим етапом телепортації є передача інформації про вимірювання класичним каналом.

## Феноменологічне описання квантової телепортації
Нехай є певний кубіт 1, повний стан якого описується як {\displaystyle |\psi \rangle =\alpha |0\rangle +\beta |1\rangle }. Цей стан треба переслати від відправника до отримувача. При цьому відправник нічого не знає про коефіцієнти α, β, оскільки може визначити їх тільки проведенням вимірювання над кубітом 1, що призведе до колапсу його стану. Тому відправник не може просто передати значення коефіцієнтів α, β отримувачеві.
Але, якщо у відправника та отримувача є відповідно дві частинки 2, 3, які перебувають між собою у зчепленому стані, то відправник може здійснити квантову телепортацію повного стану кубіту 1. При цьому він повинен здійснити взаємодію кубіту 1 з кубітом 2 і провести вимірювання стану кубіт 1 — кубіт 2. Результатом цього є руйнування зчепленості кубітів 2,3 і колапс станів цих кубітів у один зі станів {\displaystyle |\psi _{1}\rangle }, кожен з яких є унітарним відображенням стану {\displaystyle |\psi \rangle }. При цьому відправникові відомі кінцеві стани кубітів, а отримувачеві — ні.
Для повідомлення отримувача про стан його кубіту відправник повинен надіслати відповідну інформацію через класичний канал. Після цього отримувач може здійснити відповідну стану його кубіту операцію, у результаті чого він отримає шуканий стан.

## Хід квантової телепортації
Нехай у відправника є частинка С із двома квантовими станами — кубіт, повний квантовий стан якої він хоче відправити отримувачеві. Стан цього кубіту можна записати таким чином:
{\displaystyle |\psi \rangle =\alpha |0\rangle +\beta |1\rangle }.
Для реалізації телепортації потрібно, щоб у відправника та отримувача були дві зчеплені частинки A та B у стані, який може описуватись одним із беллівських:
{\displaystyle |\Phi ^{+}\rangle ={\frac {1}{\sqrt {2}}}(|0\rangle _{A}\otimes |0\rangle _{B}+|1\rangle _{A}\otimes |1\rangle _{B})}.
Таким чином, початковий стан системи з частинок A, B, C визначається таким чином:
{\displaystyle |\psi _{0}\rangle =|\psi \rangle |EPR\rangle ={\frac {1}{\sqrt {2}}}[\alpha |0\rangle (|00\rangle +|11\rangle )+\beta |1\rangle (|00\rangle +|11\rangle )]}.
Після цього відправник проводить пропускання кубітів С й А через гейт CNOT, отримаємо:
{\displaystyle |\psi _{1}\rangle ={\frac {1}{\sqrt {2}}}[\alpha |0\rangle (|00\rangle +|11\rangle )+\beta |1\rangle (|10\rangle +|01\rangle )]}
i кубіту С ({\displaystyle |\psi \rangle =\alpha |0\rangle +\beta |1\rangle }) через гейт Адамара. У результаті стан трьох кубітів матиме вигляд:
{\displaystyle |\psi _{2}\rangle ={\frac {1}{2}}[\alpha (|0\rangle +|1\rangle )(|00\rangle +|11\rangle )+\beta (|0\rangle -|1\rangle )(|10\rangle +|01\rangle )]}.
Після перегрупування членів можна отримати:
{\displaystyle |\psi _{2}\rangle ={\frac {1}{2}}[|00\rangle (\alpha |0\rangle +\beta |1\rangle )+|01\rangle (\alpha |1\rangle +\beta |0\rangle )+|10\rangle (\alpha |0\rangle -\beta |1\rangle )+|01\rangle (\alpha |1\rangle -\beta |0\rangle )]},
що показує суперпозицію можливих станів системи.
Якщо відправник проведе локальне вимірювання у беллівському базисі стану своєї пари кубітів, то стан із системи кубітів колапсує в один із чотирьох беллівських станів:
{\displaystyle \ 00;01;11;10},
причому відправнику відомі стани всіх трьох кубітів, а отримувачу ні. Якщо відправник передасть інформацію отримувачу про результат вимірювання своєї пари кубітів, то отримувач зможе здійснити операцію (що в цьому випадку описується матрицями Паулі) над своїм кубітом, що призведе до отримання шуканого стану. Поданий процес описаний у таблиці 1:
| Результат вимірювання | Стан кубіта отримувача                                | Дії отримувача                                           | Кінцевий результат                                       |
| --------------------- | ----------------------------------------------------- | -------------------------------------------------------- | -------------------------------------------------------- |
| {\displaystyle 00}    | {\displaystyle \alpha \|0\rangle +\beta \|1\rangle }. | {\displaystyle 1}.                                       | {\displaystyle \alpha \|0\rangle +\beta \|1\rangle }.    |
| {\displaystyle 01}    | {\displaystyle \alpha \|1\rangle -\beta \|0\rangle }. | {\displaystyle {\begin{bmatrix}0&1\\-1&0\end{bmatrix}}}. | {\displaystyle \alpha \|0\rangle +\beta \|1\rangle }.    |
| {\displaystyle 11}    | {\displaystyle \alpha \|1\rangle +\beta \|0\rangle }. | {\displaystyle {\begin{bmatrix}0&1\\1&0\end{bmatrix}}}.  | {\displaystyle \alpha \|0\rangle +\beta \|1\rangle }.    |
| {\displaystyle 10}    | {\displaystyle \alpha \|0\rangle -\beta \|1\rangle }. | {\displaystyle {\begin{bmatrix}1&0\\0&-1\end{bmatrix}}}. | {\displaystyle -[\alpha \|0\rangle +\beta \|1\rangle ]}. |

## Передача інформації під час процесу квантової телепортації
Може скластися думка, що телепортація дозволяє передавати квантовий стан із надсвітовою швидкістю. Однак варто зауважити, що інформація передається лише класичним каналом зв'язку, а телепортація не передає інформацію. Це можна пояснити наступним чином.
Вимірювання стану пари кубітів відправником призводить до колапсування стану системи із трьох кубітів в один із чотирьох рівноймовірних станів. Таким чином, оператор густини станів такої системи матиме вигляд:
{\displaystyle q={\frac {1}{4}}[|00\rangle \langle 00|(\alpha |0\rangle +\beta |1\rangle )(\alpha ^{*}\langle 0|+\beta ^{*}\langle 1|)+}
{\displaystyle +|01\rangle \langle 01|(\alpha |1\rangle +\beta |0\rangle )(\alpha ^{*}\langle 1|+\beta ^{*}\langle 0|)+}
{\displaystyle +|10\rangle \langle 10|(\alpha |0\rangle -\beta |1\rangle )(\alpha ^{*}\langle 0|-\beta ^{*}\langle 1|)+}
{\displaystyle +|11\rangle \langle 11|(\alpha |1\rangle +\beta |0\rangle )(\alpha ^{*}\langle 1|+\beta ^{*}\langle 0|)]}.
Зведена матриця густини кубіта, що знаходиться в отримувача, описується, таким чином, так:
{\displaystyle q^{B}={\frac {1}{2}}[(|\alpha ^{2}|+|\beta ^{2}|)|00\rangle \langle 00|+(|\alpha ^{2}|+|\beta ^{2}|)|11\rangle \langle 11|]=}
{\displaystyle ={\frac {1}{2}}[(|\alpha ^{2}|+|\beta ^{2}|)(|00\rangle \langle 00|+|11\rangle \langle 11|)]={\frac {1}{2}}}.
Це означає, що стан кубіта отримувача після проведення вимірювання відправником, але до передачі інформації по класичному каналу, визначається як {\displaystyle q^{B}={\frac {1}{2}}}. Цей стан не залежить від стану кубіту {\displaystyle |\psi \rangle }, тобто будь-яке вимірювання, що здійснить отримувач над своїм кубітом, не буде містити інформацію про {\displaystyle |\psi \rangle }. Таким чином, можна стверджувати, що, хоча колапс стану зчепленої пари для частинок пари реалізується однаково, але він показує лише ймовірність отримати певний стан при проведенні вимірювання, а отже, і не несе жодної інформації.